# أيمن ديدبان
أيمن يسري ديدبان (1966-) فنان تشكيلي فلسطيني، ولد في المملكة العربية السعودية، يقيم ويعمل في جدة. تتمحورممارساته الفنية حول فحص السرديات الوطنية بطريقة نقدية، حيث يهتم بشكل خاص بالتوترات الناشئة من تقاطع الترجمة والاعتماد المتبادل. حصل على جائزة بينالي القاهرة الثالثة عشر في مصر عام 2019.

## أسلوبه الفني
عمل أيمن ديدبان في عدة وسائط فنية، حيث بدأ في التجريب بعد عشر سنوات من الرسم. اهتم بقضايا الهوية والصراع الداخلي، وعلاقة الإنسان بالبيئة وتداخل السلطة والدين. وركز فنه على مسائل الهوية وعبورالحدود بهدف توثيق الأفكار المثالية للمساواة العالمية وكشف التجارب الثقافية المشتركة. فأعماله تعيد إحياء التاريخ وتحاكيه اعتماداً على بساطة المضمون والطبقات المتعددة في تصميمها.

## أبرز معارضه
شارك ديدبان في العديد من المعارض منها:
- معرض تتبع الحجارة عام 2021.
- معرض صورة زمنية عام 2020.
- معرض نحو الشرق عام 2019.
- معرض الفن السعودي المعاصر عام 2017.
- معرض أعطني الضوء عام 2016.

## مقتنيات
تقتني العديد من المؤسسات أعماله منها مؤسسة عبد اللطيف جميل، متحف الصلصي الخاص، متحف الغرين بوكس، متحف غوغينهام.